# 拖姑清真寺
拖姑清真寺是中國雲南省的一座清真寺，位於昭通市鲁甸縣桃源回族鄉拖姑村。省第四批文物保護單位。
清真寺始建於雍正八年（1730年），有正殿、喚醒樓、無倦堂、後亭等建築。特點是完全用圓柱和橫樑交接而成，卯榫環環相扣。因此經過了20世紀二十多次五級以上地震，以至2014年鲁甸地震，都絲毫無損。